# Ritratto di Paolo III con il camauro
Il Ritratto di Paolo III con il camauro è un dipinto olio su tela (105×80,8 cm) di Tiziano Vecellio eseguito tra il 1545 e il 1546 e conservato presso il Museo nazionale di Capodimonte a Napoli.

## Storia e descrizione
L'opera fu eseguita da Tiziano in un periodo immediatamente successivo alla prima versione ufficiale, il Ritratto di Paolo III del 1543 e comunque prima del Ritratto del papa con i nipoti Alessandro e Ottavio. Tale assunto si basa fondamentalmente sull'età che traspare dalla figura del papa, che appare più avanzata di quella del ritratto ufficiale, già settantacinquenne, mentre lo è meno rispetto a quella dove lo stesso pontefice figura con i due nipoti.
Secondo il Vasari la tela fu eseguita per il cardinale camerlengo Guido Ascanio Sforza di Santa Fiora, presidente della Camera apostolica e nipote di Papa Paolo III. Successivamente il dipinto passa dapprima alla prestigiosa raccolta di Fulvio Orsini, collezionista e bibliotecario di casa Farnese, poi a quella di Odoardo Farnese, che la detiene assieme a tutti gli altri ritratti di famiglia di Tiziano nel palazzo di Roma, mentre nella metà del Seicento fu trasferito, assieme a tutte le altre tele romane, nelle collezioni di Parma. Giunto in Emilia il ritratto ebbe le medesime sorti che interessarono tutti gli altri capolavori della collezione, ossia fu prima esposto nel palazzo del Giardino, collocato in una sala assieme al Ritratto del cardinale Alessandro e al Ritratto di Pier Luigi Farnese, e poi in quello della Pilotta. Con la successione al trono di Carlo di Borbone, primo figlio maschio dell'ultima discendente farnesiana Elisabetta, l'opera con tutta la collezione passò a Napoli intorno al 1734. Fu quindi prima esposta a Capodimonte, poi al Palazzo Reale, poi in quello dei Regi Studi, fino a ritornare definitivamente a Capodimonte, dove tuttora è conservata.
Così come avvenne per il Ritratto di Pier Luigi Farnese, una volta giunta a Napoli la tela, causa anche il cattivo stato di conservazione, fu "declassata" da alcuni storici alla bottega del Tiziano. Intorno alla metà del Novecento studi e indagini sul dipinto, cui fu sottoposto a importanti lavori di restauro che hanno consentito il trasporto del colore su supporti nuovi, hanno ripristinato l'autografia al maestro veneziano.
Il dipinto si discosta dalla prima versione per alcuni particolari, su tutti la presenza del camauro sul capo, che ne contraddistingue le redazioni, ma anche il cartiglio sulla mano, dove in questa versione successiva non compare l'anello, e un paesaggio che si apre su un lato nello sfondo. Le pennellate risultano più rapide rispetto al ritratto a capo scoperto del papa, quest'ultimo che nel suo insieme appare decisamente più incisivo rispetto alla seconda riedizione.
Esistono altre versioni poi successive a questa del 1545-46, di discussa autografia, conservate una al Kunsthistorisches Museum di Vienna e un'altra all'Ermitage di San Pietroburgo.

## Galleria d'immagini

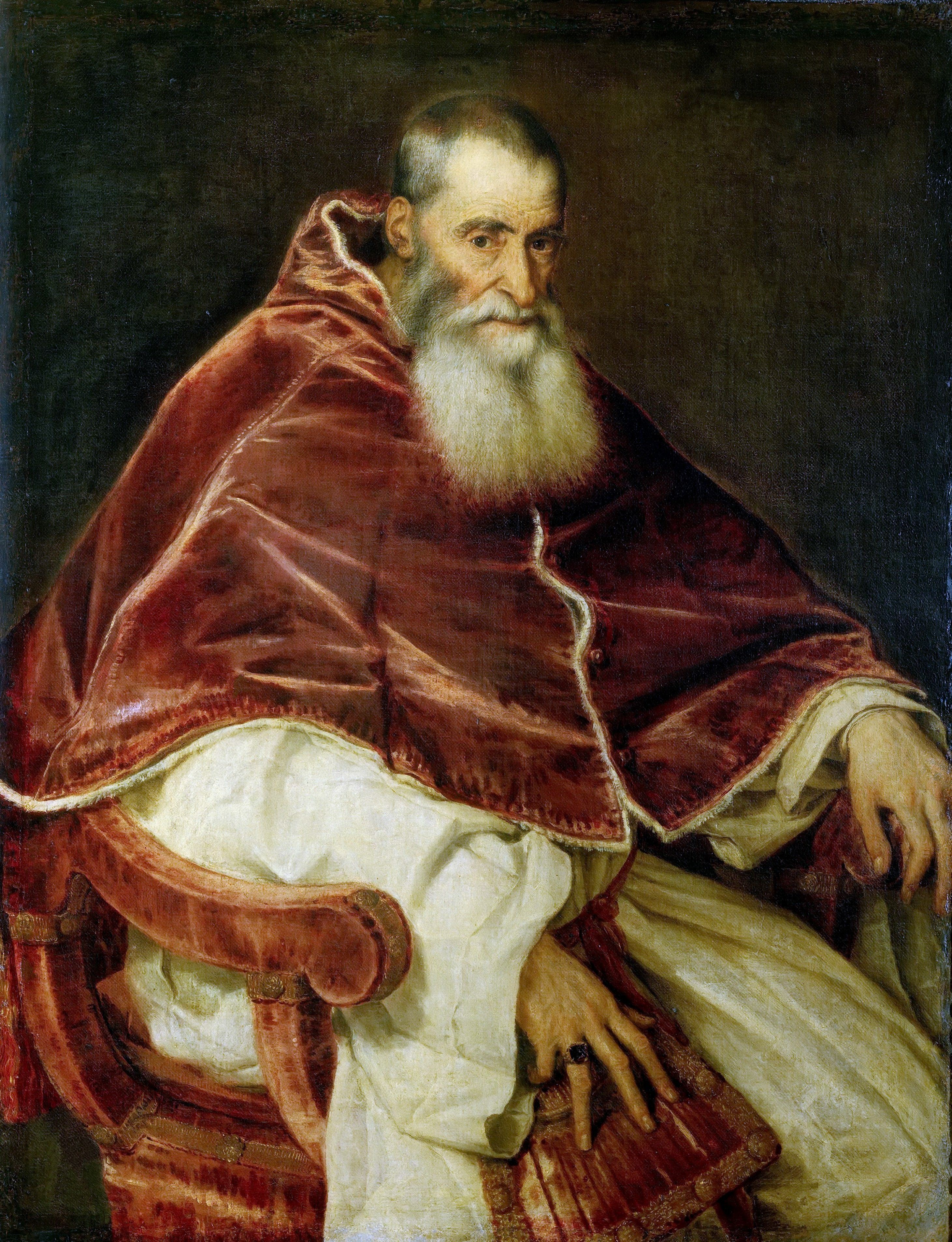
Ritratto di Paolo III (1543), Tiziano - Museo di Capodimonte, Napoli.
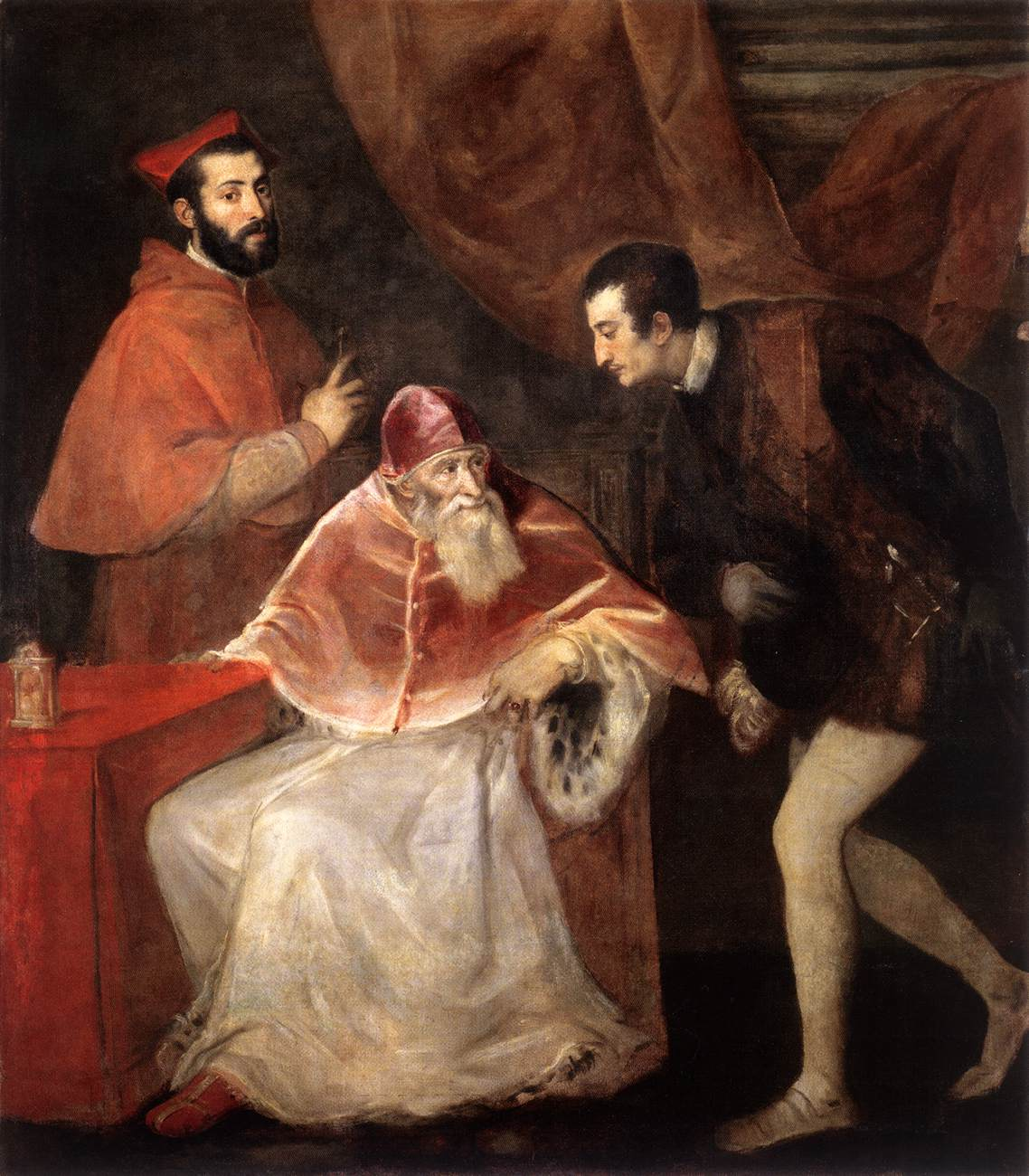
Ritratto di Paolo III con i nipoti Alessandro e Ottavio Farnese (1545-46) - Museo di Capodimonte, Napoli.
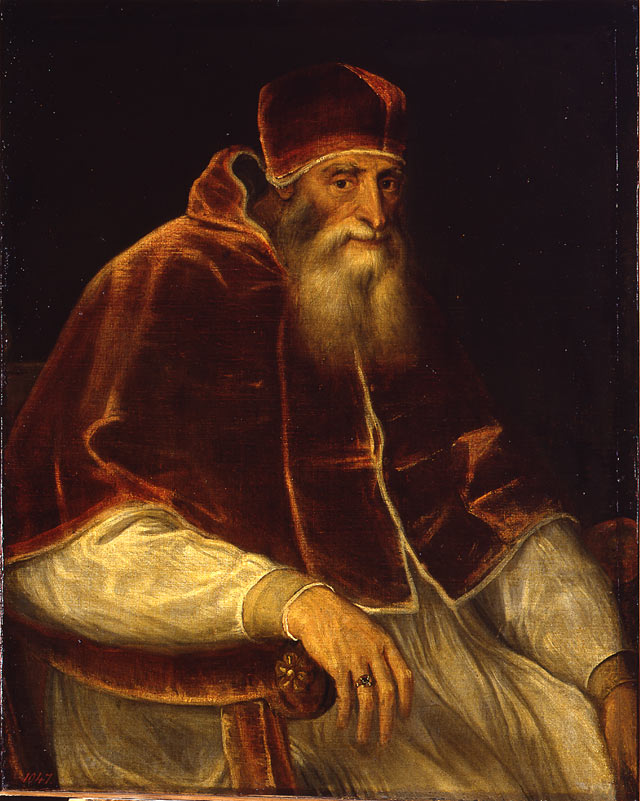
Ritratto di Paolo III con il camauro (1548), Tiziano (attr.) - Museo dell'Ermitage, San Pietroburgo.